# Прага 1

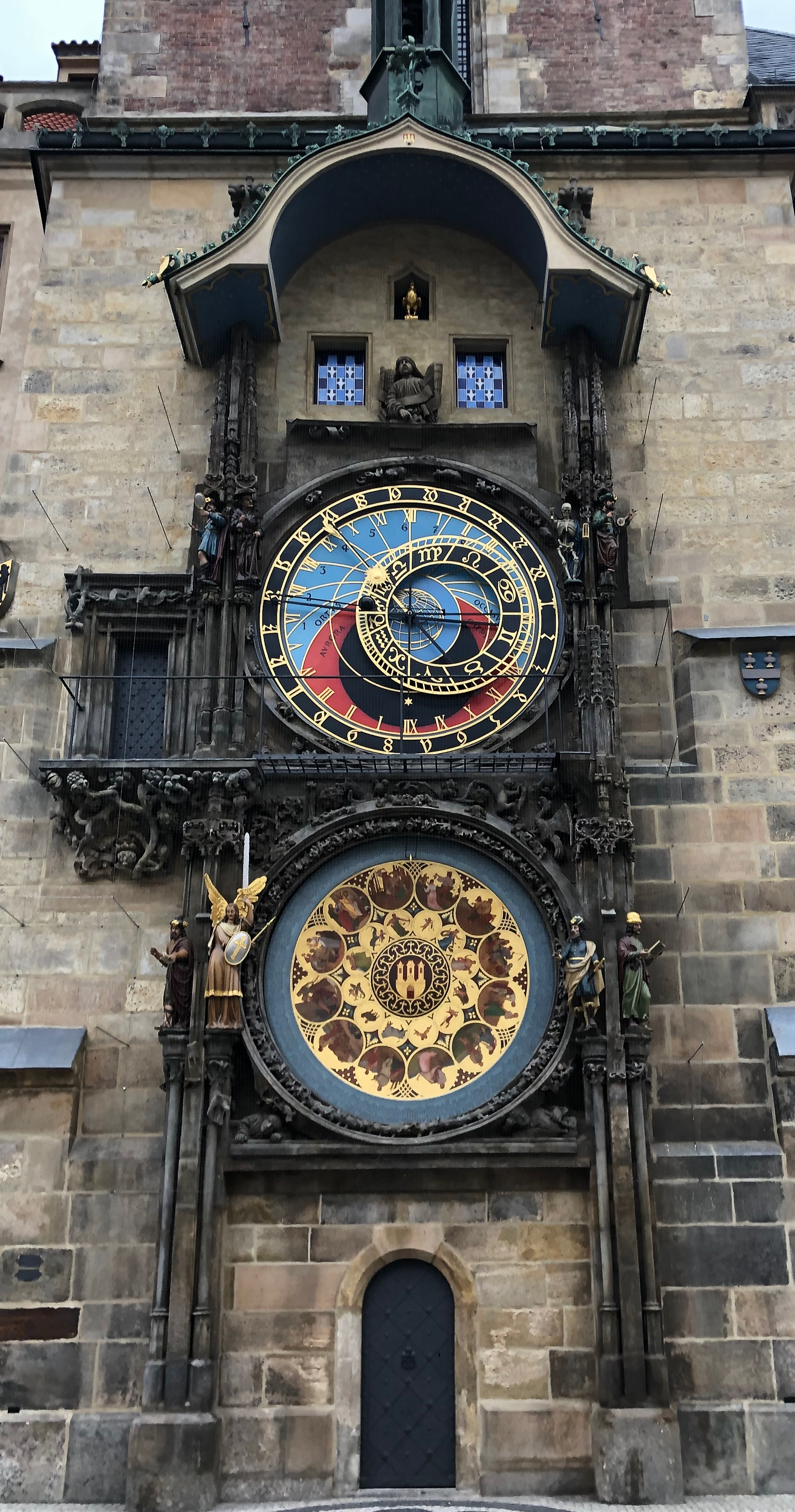
Старомнестская ратуша, астрономические часы

Прага 1 — городская часть и административный округ или район (одновременно также городской округ (район) в соответствии с делением города 1960 года) в центральной части Праги. Включает в себя средневековую часть города, состоящую из исторических кварталов (кадастровых территорий) Йозефов, Старе-Место, большую часть территории Мала-Страна, Градчан и Нове-Места, а также незначительные части кадастровых территорий Голешовице и Винограды.
Большая часть административного округа входит в центральную часть Праги, включённую в список объектов Всемирного наследия ЮНЕСКО.
В районе расположен 18 821 дом. Население района составляет 30 202 человека (2020).

## Правительство
В районе Прага 1 находятся:
- Министерство транспорта Чехии[чеш.]
- Железнодорожная инспекция Чехии[чеш.]
- Министерство иностранных дел Чехии
- Министерство образования, молодежи и спорта Чешской Республики[чеш.]